# Thiosulfate

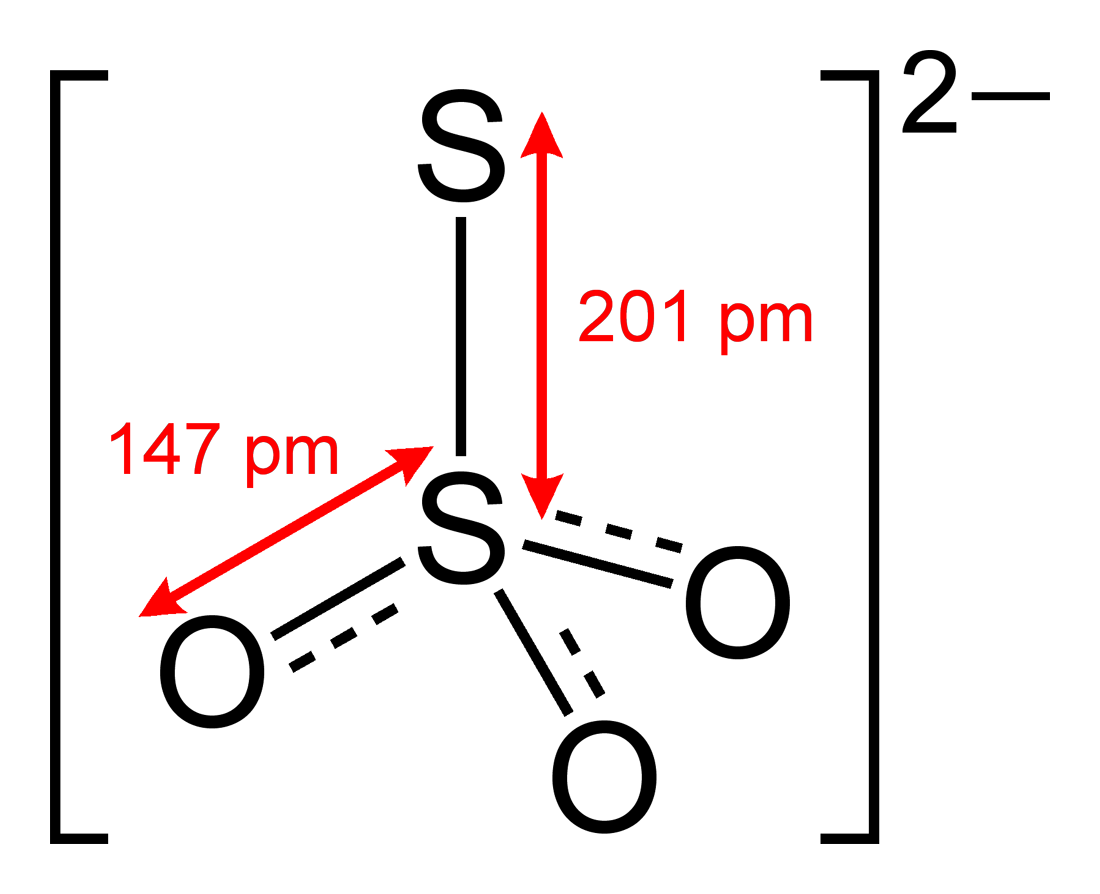
Structure de l'ion thiosulfate

Le thiosulfate (autrefois dit  hyposulfite) est un ion qui a pour formule S2O32−. Pour le faire intervenir, le composé habituel est le thiosulfate de sodium. 

Autrefois  produit par exemple en France sous le nom d'hyposulfite par Rhodia sur son site Rhodia opération SAS (Nord), il a été utilisé pour la fixation des épreuves photographiques par Victor Plumier au XIXe siècle, comme antidote à certains biocides, ou à certaines armes chimiques telles que le chlore utilisé lors de la Première Guerre mondiale.
L'atome de soufre central est au nombre d'oxydation +4 et celui de l'atome périphérique est de 0. Le nombre d'oxydation des trois atomes d'oxygène est -2.
On remarque que 4 + 0 + 3 × (-2) est bien égal à -2.

On dit que l’ion thiosulfate se dismute car il apparaît dans deux couples différents en tant que réducteur dans un couple et oxydant dans l’autre couple.
S2O32− (aq) / S (s) et  SO2 (aq) / S2O32−(aq)
S2O32− (aq)    +       2 H + (aq)     =   S (s)   +   SO2 (aq)  + H2O (l)
La réaction de dismutation de l’ion thiosulfate en milieu acide est une transformation lente. La solution devient peu à peu opaque.

Le thiosulfate peut être oxydé, par exemple par le diiode pour former l'ion tétrathionate (S4O62−).